# Pidgin
 For alternative betydninger, se Pidgin (flertydig). (Se også artikler, som begynder med Pidgin)
Pidgin (udtale: [ˈpɪdʒɪn]?) eller pidginsprog er et simplificeret sprog, der udvikler sig som et middel til kommunikation mellem to eller flere grupper, der ikke har et sprog til fælles. Det er mest almindeligt anvendt i situationer som handel, eller hvis begge grupper taler sprog, forskellige fra sproget i det land, hvor de er bosat (men hvor der ikke er et fælles sprog mellem grupperne). Fundamentalt set, så er pidgin et forenklet middel til sproglig kommunikation, da det konstrueres improviseret, eller efter sædvane, mellem grupper af mennesker. Pidgin er ikke modersmål for noget sprogsamfund, men er i stedet tillært som andetsprog. Pidgin kan bygges af ord, lyde eller kropssprog fra flere andre sprog og kulturer. Pidgin har som regel lav prestige med hensyn til sprogbrug.
Ikke alle forenklede eller "gebrokne" former af et sprog er pidgin. Hvert pidgin har sine egne normer for brug, som skal læres for at fuldende færdigheder i pidgin.
Hvis pidginsproget skifter karakter og bliver så udbredt at det bliver modersmål for et samfund, taler man om et kreolsprog.
 Der er for få eller ingen kildehenvisninger i denne artikel, hvilket er et problem. Du kan hjælpe ved at angive troværdige kilder til de påstande, som fremføres i artiklen.

| Sprog | Spire Denne artikel om sprog er en spire som bør udbygges. Du er velkommen til at hjælpe Wikipedia ved at udvide den. |